# Jack Zealley
Walter John Zealley (ur. 2 listopada 1874 w Bothenhampton, zm. 15 maja 1956 w Worthing) – brytyjski piłkarz. Jako zawodnik Upton Park F.C. reprezentował Wielką Brytanię na Letnich Igrzyskach Olimpijskich 1900 w Paryżu, z którą zdobył złoty medal.
Był rolnikiem z Dorset. Służył w Dorset Yeomanry, brał udział w II wojnie burskiej i I wojnie światowej. Amatorsko grał dla Bridport F.C., gościnnie występował dla Upton Park F.C.
Na igrzyskach Upton Park rozegrało jedno spotkanie, przeciwko reprezentującemu Francję Union des Sociétés Françaises de Sports Athlétiques (USFSA). Mecz zakończył się rezultatem 0:4 dla Brytyjczyków. Zealley rozegrał mecz w pełnym wymiarze czasowym, strzelając jedną bramkę. W raporcie meczowym figuruje jako James Zealey. W oficjalnej internetowej bazie olimpijczyków błędnie przypisano złoty medal innemu Brytyjczykowi Jamesowi Edwardowi Zealleyowi.